# Predigerseminar Erichsburg
Das Predigerseminar Erichsburg war eine theologische Ausbildungsstätte der Evangelisch-lutherischen Landeskirche Hannovers, die zwischen 1781 und 1971 bestand und nach ihrem zeitweiligen Sitz in der Erichsburg bei Dassel benannt worden ist.

## Geschichte
Auf Anregung von Heinrich Philipp Sextro, damals Pastor an St. Albani in Göttingen, entstand 1781 das „Königliche Pastoralinstitut“ am Hospital der Universität Göttingen, das 1783 den Rang eines öffentlichen Instituts erhielt. Sextro wurde später Konsistorialrat in Hannover und versuchte, dort eine ähnliche Ausbildungsstätte aufzubauen. 1799 kaufte das Konsistorium dazu in Hannover das sogenannte Heilig´sche Haus. Die Aufnahme des Lehrbetriebs verhinderten aber die napoleonischen Kriege. Sextro gründete daraufhin aus eigener Initiative 1802 in Hannover eine „Theologische Lesegesellschaft“ zur wissenschaftlichen und praktischen Fortbildung der Mitglieder auf theologischem Gebiet. 1805 wurden zusätzlich homiletische, katechetische und liturgische Übungen für Kandidaten der Theologie eingeführt. 1814 erklärt sich der Konvent des Klosters Loccum bereit, für zwei Seminaristen den Unterhalt zu finanzieren. Im April des Jahres erfolgte die Aufnahme des Seminarbetriebs im Heiling´schen Haus. Vorlesungen und Übungen hielten der Hofprediger, die geistlichen Mitglieder des Konsistoriums, Dozenten am Schullehrerseminar und andere befähigte Geistliche. Die Mitglieder des Seminars erhielten freie Unterkunft und ein jährliches Stipendium von 220 Talern.
1840 bezog das Seminar ein größeres Haus in der Großen Aegidienstraße, das auch die Aufstellung der inzwischen auf 17.000 Bände angewachsenen Bibliothek ermöglichte. Der Loccumer Abt Gerhard Uhlhorn, der 1878 bis 1890 Direktor und von 1890 bis 1901 Vorsitzender des Kuratoriums war, entwickelte 1885/86 Pläne zu einer grundlegenden Reorganisation des Seminars. Sie umfasste die Ausweitung auf das Gebiet des gesamten Landeskonsistoriums (bisher bildete es nur für den Konsistorialbezirk Hannover aus), die Erhöhung der Zahl der Seminaristen, die Anstellung eines hauptamtlichen Studiendirektors und die Verlegung an einen ländlichen Standort, der der eher ländlich geprägten Struktur der Landeskirche Rechnung tragen sollte. Die Wahl fiel auf Schloss Erichsburg im Kreis Einbeck, wohin das Predigerseminar am 4. April 1891 verlegt wurde. Erster Studiendirektor wurde Philipp Meyer (1891–1895). Ihm folgten später andere Persönlichkeiten der hannoverschen Landeskirche wie der nachmalige Bischof August Marahrens (Studiendirektor 1909–1920), Paul Althaus (beauftragter Studiendirektor 1919–1920, später Professor in Erlangen), Wilfried Wolters (Studiendirektor 1925–1932, später Landessuperintendent in Lüneburg) und Eberhard Klügel (Studiendirektor 1937–1950, später Landessuperintendent in Hannover).
1953 wurde das Seminar auf der Erichsburg zunächst geschlossen und nach Hildesheim verlegt, wobei auch die wertvolle Bibliothek nach Hildesheim gelangte. Auf der Erichsburg wurde der Seminarbetrieb aber wenig später in einem einjährigen Kurs (Predigerseminar Erichsburg II, Corvinus-Predigerseminar) wieder aufgenommen und das Seminar erst Ende 1970 auf Beschluss des Landeskirchenamts endgültig aufgelöst. Auf der Erichsburg wurde in ein Freizeitheim des Kirchenkreises Einbeck für die evangelische Jugend- und Erwachsenenarbeit eingerichtet. Im Jahr 1980 beendete das Landeskirchenamt das Pachtverhältnis.

## Absolventen
Zu den Absolventen des Predigerseminars gehören:
- Karl Julius Ludwig Guden (Generalsuperintendent von Göttingen Grubenhagen und Mitglied des Landeskonsistoriums)
- Eduard Baring (Generalsuperintendent und Konsistorialrat in Aurich)
- Julius Köhler (Schlosskirchenprediger in Hannover, Oberlandeskirchenrat)
- Wilhelm Taube (Oberlandeskirchenrat)
- Wilhelm Thimme (Professor für systematische Theologie in Münster)
- Rudolf Otto (Professor für systematische Theologie in Marburg)
- Ubbo Öpke (Professor für neutestamentliche Theologie in Leipzig)
- Franz Wiebe (Landessuperintendent für Göttingen-Grubenhagen)
- Johann Feltrup (Landessuperintendent für Lüneburg)
- Paul Althaus (Professor für systematische Theologie in Erlangen)
- Heinrich  Brandt (Landessuperintendent für Osnabrück)
- Karl Sommerlath (Professor für systematische Theologie in Leipzig)
- Erich Fascher (Professor für neutestamentliche Theologie in Greifswald)
- Friedrich Bartels (Geistlicher Vizepräsident des Landeskirchenamts Hannover)
- Rudolf Utermöhlen (Kirchenrat und Landeskirchenmusikwart)

## Archiv
- Predigerseminar Erichsburg im Landeskirchlichen Archiv Hannover